# Kasteel ter Deck

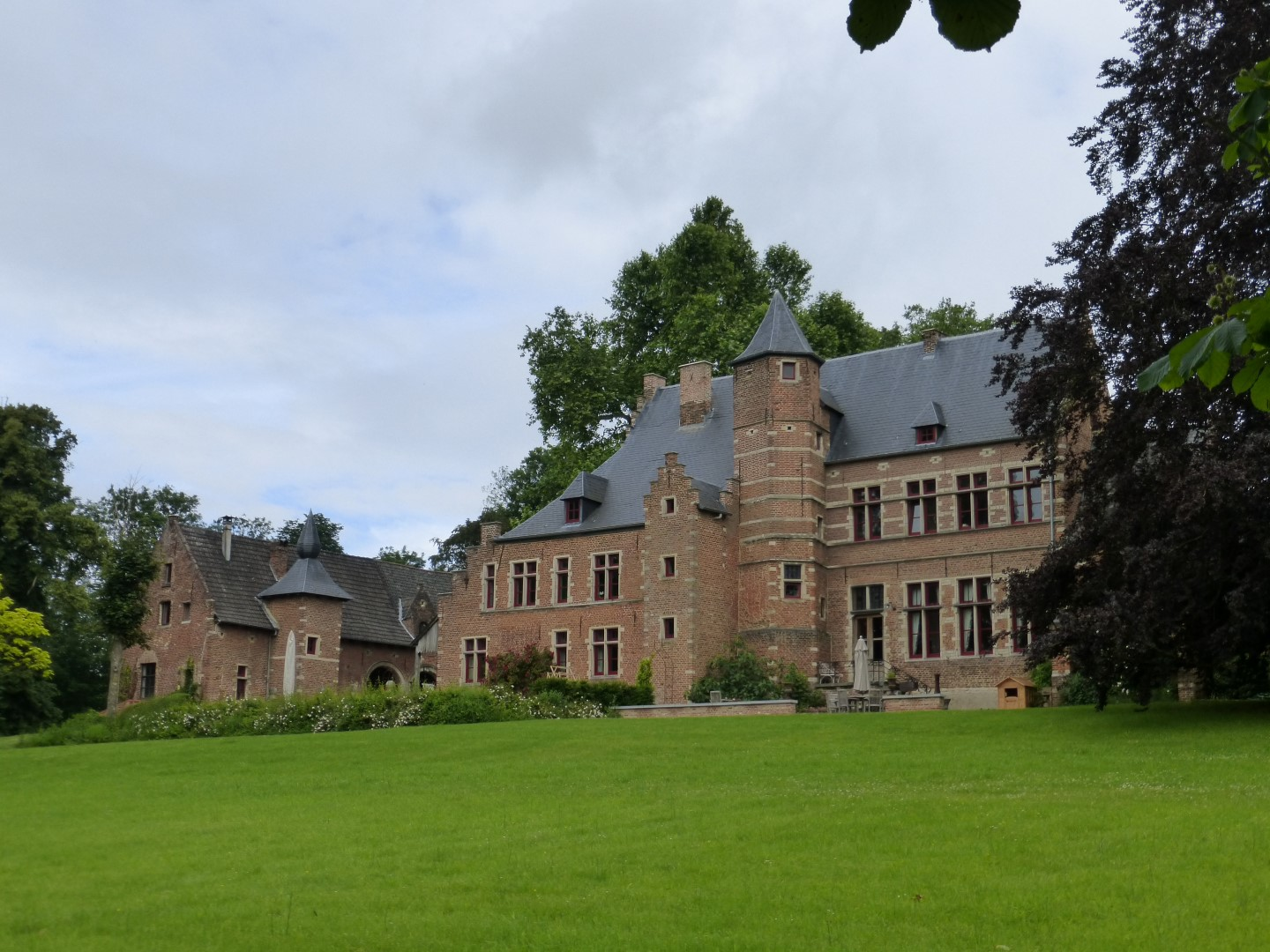
Kasteel ter Deck

Het Kasteel ter Deck (ook: Kasteel Terdek) is een kasteel in de tot de Vlaams-Brabantse gemeente Overijse behorende plaats Tombeek, gelegen aan de Waversesteenweg 244-246.

## Geschiedenis
Mogelijk was hier begin 12e eeuw een ontginningshoeve. In 1284 werd deze voor het eerst vermeld als Ter Deck wat mogelijk is afgeleid van ter eect, verwijzend naar de eikenboom. In 1312 werd melding gemaakt van ene Johannes de Deck, die eigenaar van het goed was. In 1437 zou hier een hofkapel gesticht zijn, gewijd aan de Heilige Drievuldigheid, door Gertrudis van Nethen die in 1401 het goed verwierf. Het was de zetel van de heerlijkheid Ter Deck.
In 1765 kwam het goed aan Jacques-Charles O'Sullivan, die officier der grenadiers was. Er was een ommuurd kasteel met dienstgebouwen en een hoeve. Gedurende de 19e eeuw was het goed in handen van de familie O'Sullivan de Terdeck. Begin 20e eeuw was Edouard Joly de eigenaar. In 1906 liet hij het kasteel ingrijpend restaureren in historiserende stijl, in bak- en zandsteenarchitectuur, met Paul Saintenoy als architect. De kern van het kasteel stamt uit de 16e en 17e eeuw. Er is nog een steen met het jaartal 1656 ingemetseld.

## Gebouw
Het interieur is in neorenaissancestijl en stamt uit het begin van de 20e eeuw. Er zijn toen onder meer trapgevels aangebracht. Ook de glas-in-loodramen van de kapel zijn nog origineel. Ook is er een koetshuis met stallen waartegen begin 20e eeuw een vierkant torentje werd gebouwd. Dit draagt gevelstenen met de jaartallen 1649, 1662 en 1720. Deze stenen zijn afkomstig van vroegere, maar gesloopte, gebouwen. Ook een bijgebouwtje werd uit bouwmateriaal van een vroeger gebouw opgetrokken.

## Omgeving
De gebouwen liggen op een heuvel en worden door een groot park omgeven. Het domein helt sterk af naar beneden, waar zich een vijver bevindt.